# Berlin-Frohnau
För andra betydelser, se Frohnau.

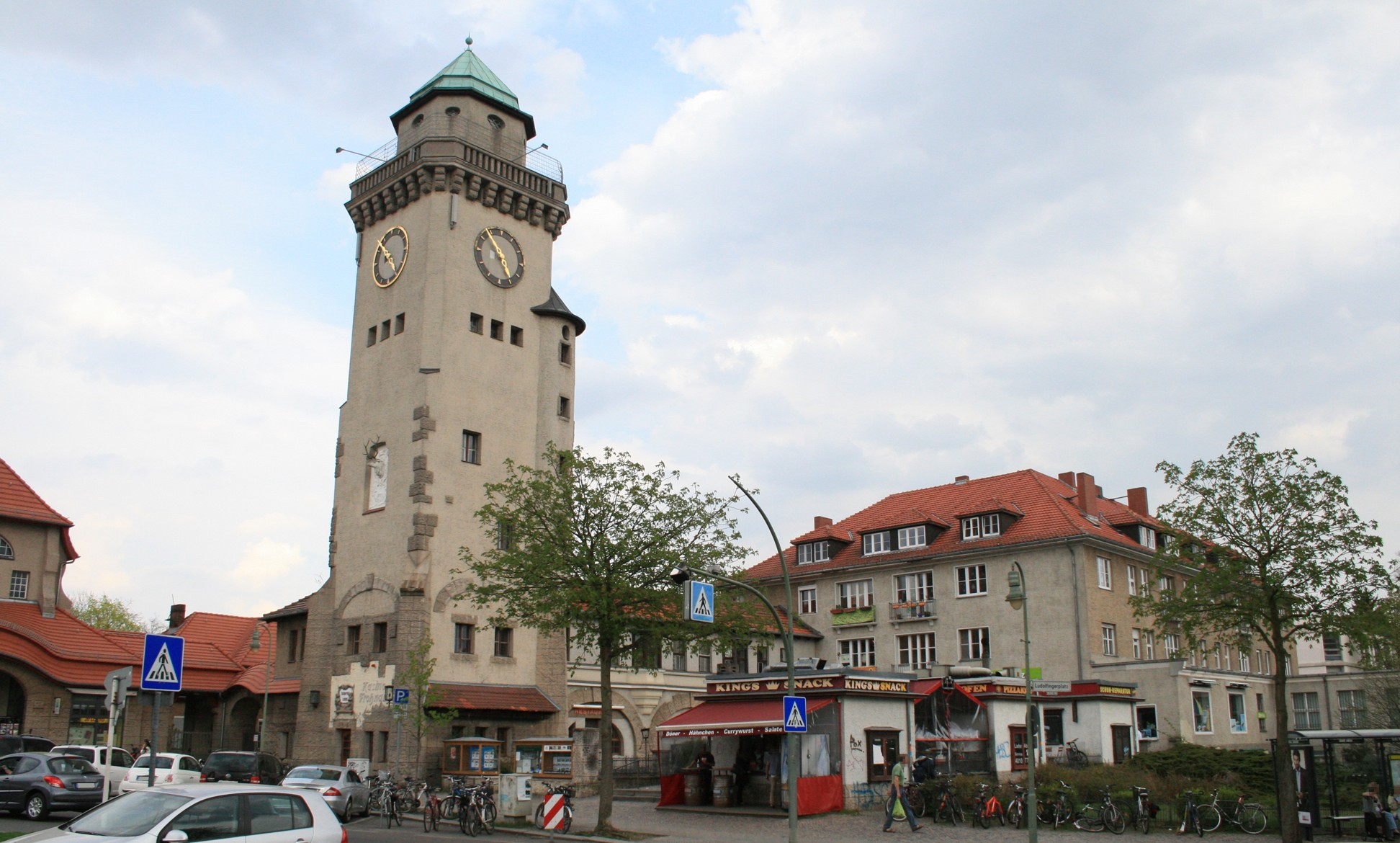
Ludolfingerplatz med Casinoturm

Frohnau (på tyska officiellt: Ortsteil Berlin-Frohnau) är en stadsdel i norra utkanten av Berlin i Tyskland, tillhörande stadsdelsområdet Reinickendorf. Stadsdelen grundades som en trädgårdsstad omkring 1910 och är en del av Stor-Berlin sedan 1920. Under Berlins delning mellan 1945 och 1990 var Frohnau en del av den franska ockupationssektorn i Västberlin. Frohnau har 16 695 invånare (2013).